# Calidris himantopus
Calidris himantopus là một loài chim trong họ Scolopacidae.

## Hình ảnh

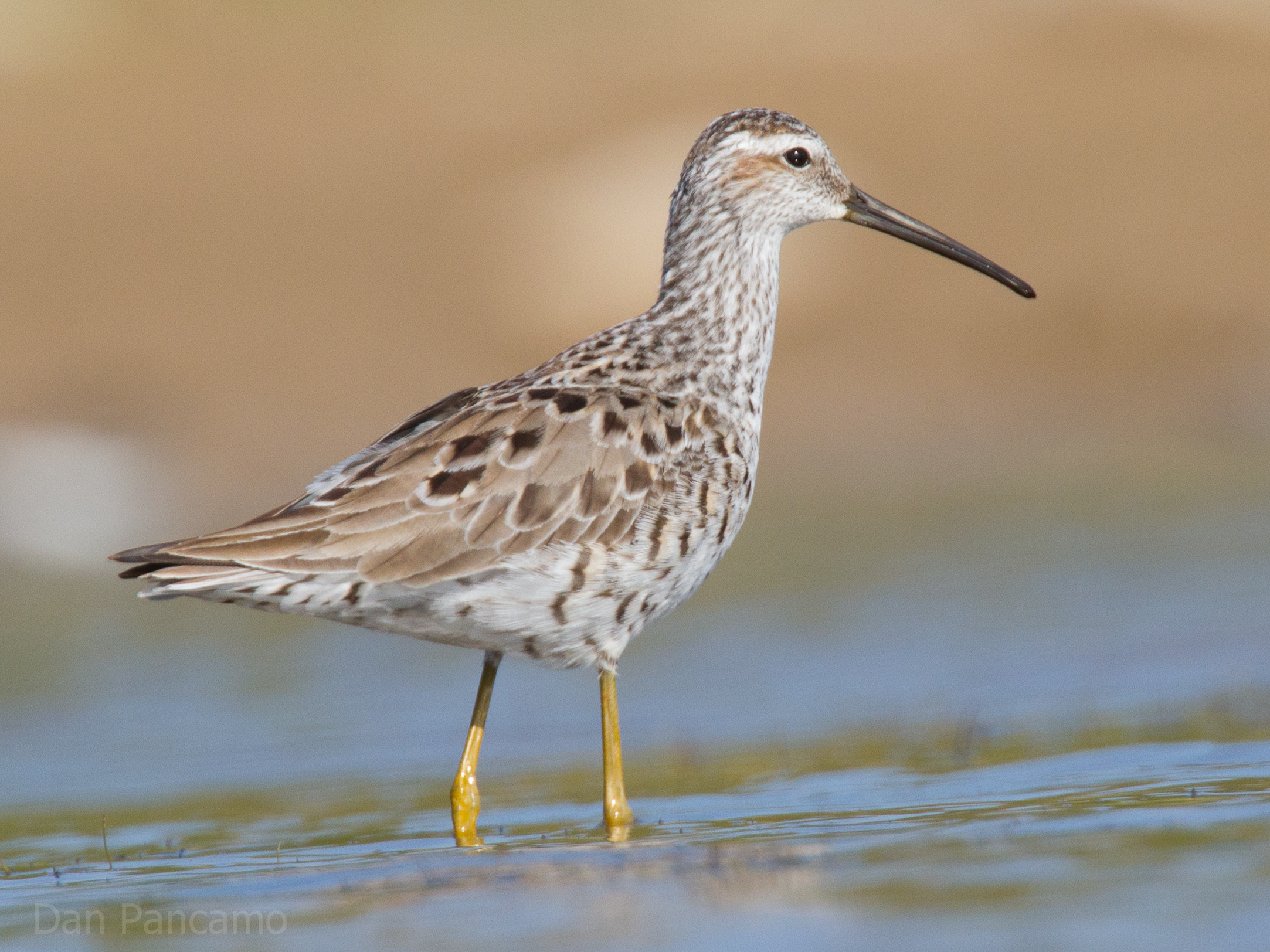
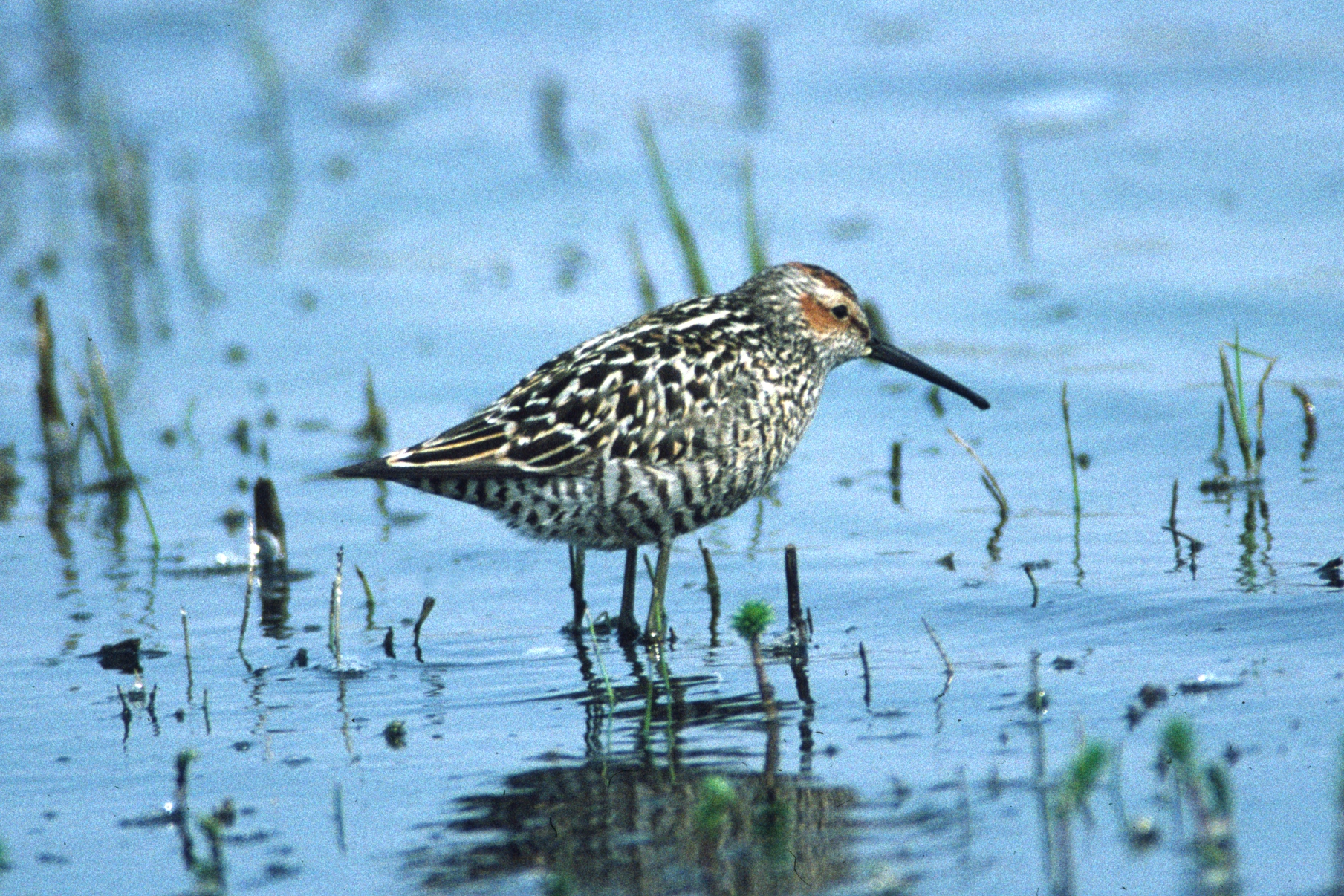
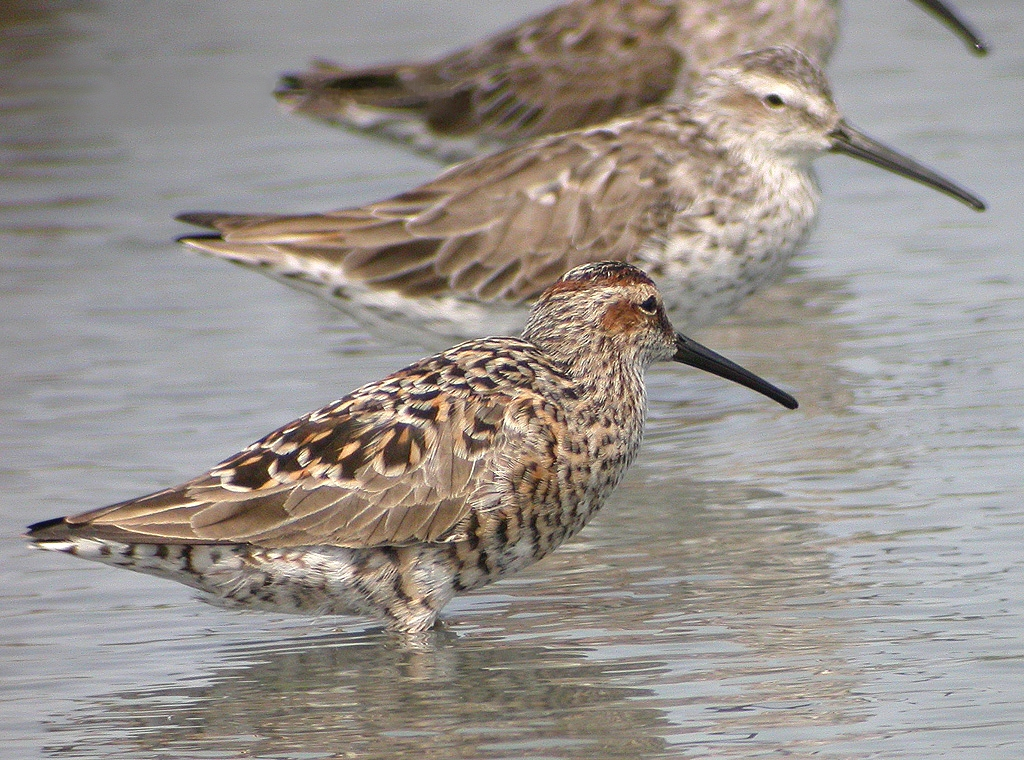